# Posłowie z okręgu Krosno (PRL)
 Posłowie na Sejm PRL z okręgu Krosno

## Posłowie na Sejm Ustawodawczy (1947–1952)
Nie istniał okręg Krosno. Istniały okręgi: nr 50 w Rzeszowie, nr 51 w Gorlicach i nr 52 w Przemyślu, z których zostali wybrani kandydaci.

## Posłowie na Sejm I kadencji (1952-1956)
W ramach okręgu nr 63 w Krośnie mandat uzyskało sześciu kandydatów.
- Konstanty Dąbrowski (PZPR)
- Jan Dumanowski
- Paweł Hoffman
- Wojciech Kosiba
- Stanisław Wais (PZPR)
- Marian Ozga

## Posłowie na Sejm II kadencji (1957-1961)
Posłowie byli wybierani w ramach okręgu nr 78 w Sanoku.

## Posłowie na Sejm III kadencji (1961-1965)
Nie istniał okręg Sanok. W ramach okręgu nr 63 w Krośnie mandat uzyskało sześciu kandydatów; kolejność podana według liczby uzyskanych głosów.
- Piotr Jaroszewicz (PZPR)
- Piotr Pacosz (ZSL)
- Zygmunt Wierzyński (SD)
- Mieczysław Trześniak (PZPR)
- Stanisław Wais (PZPR)
- Michał Chwiej (PZPR)

## Posłowie na Sejm IV kadencji (1965-1969)
Nie istniał okręg Sanok. W ramach okręgu nr 63 w Krośnie mandat uzyskało siedmiu kandydatów; kolejność podana według liczby uzyskanych głosów.
- Piotr Jaroszewicz (PZPR)
- Franciszek Depa (ZSL)
- Mieczysław Trześniak (PZPR)
- Bronisław Basza (SD)
- Bronisław Kawałek (PZPR)
- Jan Dubis (PZPR)

## Posłowie na Sejm V kadencji (1969-1972)
Nie istniał okręg Sanok. W ramach okręgu nr 63 w Krośnie mandat uzyskało siedmiu kandydatów; kolejność podana według liczby uzyskanych głosów.
- Jan Gerhard (PZPR)
- Zbigniew Dydek (SD)
- Stefan Kopeć (ZSL)
- Mieczysław Trześniak (PZPR)
- Jan Dubis (PZPR)
- Bronisław Szajna (ZSL)
- Bronisław Kawałek (PZPR)

## Posłowie na Sejm VI kadencji (1972-1976)
Nie istniał okręg Sanok. W ramach okręgu nr 63 w Krośnie mandat uzyskało ośmioro kandydatów; kolejność podana według liczby uzyskanych głosów.
- Stanisław Wroński (PZPR)
- Tadeusz Bochenek (SD)
- Michał Cygan (PZPR)
- Jan Dubis (PZPR)
- Władysław Malinowski (PZPR)
- Barbara Wojciechowska (ZSL)
- Adolf Jakubowicz (PZPR)
- Jan Gruszczyński (ZSL)

## Posłowie na Sejm VII kadencji (1976-1980)
Nie istniał okręg Sanok. W ramach okręgu nr 34 w Krośnie mandat uzyskało sześcioro kandydatów; kolejność podana według liczby uzyskanych głosów.
- Tadeusz Skwirzyński (ZSL)
- Kazimierz Balawajder (PZPR)
- Marian Żołnierczyk (PZPR)
- Eugenia Małkowska (niezrzeszona)
- Adolf Jakubowicz (PZPR)
- Maria Szałajda (ZSL)

## Posłowie na Sejm VIII kadencji (1980-1985)
Nie istniał okręg Sanok. W ramach okręgu nr 35 w Krośnie mandat uzyskało sześcioro kandydatów; kolejność podana według liczby uzyskanych głosów.
- Witold Lipski (ZSL)
- Władysław Kandefer (PZPR)
- Marian Żołnierczyk (PZPR)
- Maria Korczykowska-Gawlik (PZPR)
- Zdzisław Fogielman (PZPR)
- Maria Dulska (ZSL)

## Posłowie na Sejm IX kadencji (1985-1989)
Nie istniał okręg Sanok. W ramach okręgu nr 35 w Krośnie mandat uzyskało sześcioro kandydatów; kolejność podana według liczby uzyskanych głosów.
- Henryk Wojtal (PZPR)
- Mieczysław Buziewicz (ZSL)
- Zdzisław Fogielman (PZPR)
- Emilia Pogonowska-Jucha (ZSL)
- Julian Bartkowski (PZPR)

## Posłowie na Sejm X kadencji (1989-1991)
Nie istniał okręg Sanok. W ramach okręgu nr 51 w Krośnie mandat uzyskało pięcioro kandydatów (dwóch pierwszych 4 czerwca 1989, troje następnych 18 czerwca 1989).
- Paweł Chrupek (bezpartyjny) – mandat 204
- Jerzy Osiatyński (bezpartyjny) – mandat 205
- Maria Czenczek (PZPR) – mandat 201
- Zbigniew Balik (PZPR) – mandat 202
- Emilia Pogonowska-Jucha (ZSL) – mandat 203